# 戴北方
戴北方（1956年8月—），广东惠阳人，中华人民共和国政治人物。

## 生平
1975年12月加入中国共产党。1980年，毕业于华南师范大学中文系中文专业。后留校工作。1982年，进入共青团广东省深圳市委。1991年，担任共青团广东省深圳市委书记、党组书记。1992年12月，担任广东省深圳市龙岗区委副书记。1995年，任深圳市政协党组成员、秘书长、办公厅主任。1998年，担任深圳市盐田区委书记。2003年，任中共深圳市委常委、宣传部部长。同年7月，改任深圳市委常委、市委秘书长、市委办公厅主任。2010年6月，担任深圳市委常委、市委组织部部长，深圳市委党校校长。2012年12月，任中共深圳市委副书记。2015年6月，担任深圳市政协主席。2020年9月，不再担任深圳市政协主席。 
2018年1月，当选第十三届全国政协委员。